# Chuzhou
Chuzhou is een stad in de gelijknamige prefectuur in de oostelijke provincie Anhui, Volksrepubliek China. Bij de volkstelling van 2020 had de stad 648.861 inwoners, de prefectuur had 3.987.054 inwoners.
Chuzhou grenst in het zuidoosten aan Hefei, in het westen aan Huainan, in het noordwesten aan Bengbu, in het zuiden aan Chaohu en de provincie Jiangsu in het oosten.